# Antonio Pisano (bandoneonista)
Antonio Pisano ( Calabria, Italia, 14 de febrero de 1940 – 9 de noviembre de 2013) fue un bandoneonista dedicado al género del tango, conocido especialmente por sus actuaciones acompañando al cantor Luis Cardei.

## Actividad profesional
Fue traído por su familia a la Argentina cuando tenía 8 años. Su padre tocaba el acordeón y él empezó a aprender el bandoneón a los 14 años y cuando tenía 16 ya trabajaba acompañando cantantes aficionados. Formó parte de varias orquestas típicas e integró un trío con guitarra y piano. Desde 1981 tocaba en la cantina "La esquina de Arturito" ubicada en Pavón y Chiclana del barrio de  Parque Patricios con los cantores Armando Rivas y Mario Parodi y había acompañado, entre otros cantores de tango, a José Dobaro, Cristina Pérsico y Néstor Omar. Una noche de 1982 se encontró con Luis Cardei en un corralón donde funcionaba una peña de tangos y lo invitó a cantar con su acompañamiento. Cardei volvió por el lugar y también por “Arturito”, donde finalmente lo contrataron y en los 18 años trascurridos hasta que falleció Cardei, fueron grandes amigos y compañeros de trabajo. Actuaron en boliches tangueros y durante 13 años lo hicieron en “Arturito”. Tenían un repertorio entre dulzón y melancólico con temas como De puro guapo, Como dos extraños, Los cosos de al lao y Ventarrón a los que Pisano hacía los arreglos musicales.
Entre los concurrentes habituales de “Arturito” estaba Elvio Vitali, el dueño de la Librería Gandhi y los contrató en 1994 para tocar en el Foro Gandhi, que funcionaba en el subsuelo de la librería. Al mismo tiempo, Vitali junto con Arturo Levin y Aurelio Narvaja, dueños de El Club del Vino y de Editorial Colihue, respectivamente, les produjeron su primer disco que tenía la dirección de Luis Borda, titulado De madrugada.
Un día Vitali lo llevó a “Cacho” Vázquez, dueño de “El Club del Vino”, quien también los contrató para su local. Con este nuevo espectáculo el conjunto tuvo mayor difusión y allí los vio Fernando Solanas que lleva a Cardei para que además de actuar un pequeño papel, cante acompañado por Pisano, un tema en el filme La nube, estrenado en 1998.
Participó en algunos de los temas que cantó Cardei en los CDs Tangos de ayer, producido en 1995 por El Club del Vino y en Trasnochando, de 1998. Su último trabajo juntos fue en 2000 en el local Opera Prima, en el barrio de Recoleta. Ese mismo año Pisano registró en el sello DBN el CD ¿Qué te pasa Buenos Aires?
Antonio Pisano, que había adoptado la ciudadanía argentina, falleció en Buenos Aires el 9 de noviembre de 2013.